# Cayito Aponte
Rafael José Aponte Álvarez (La Victoria, Aragua; 22 de abril de 1938-Caracas, 17 de agosto de 2018) fue un humorista, cantante lírico y actor venezolano, más conocido como Cayito, sobrenombre que tuvo desde niño por haber nacido el día de San Cayo.

## Biografía
A los siete años comenzó a realizar imitaciones de políticos. En su infancia participó en múltiples actos culturales e integró el orfeón del Liceo Aplicación.
Fue miembro fundador del Orfeón de Arquitectura de la Universidad Central de Venezuela y también de los shows de Arquitectura, de donde salieron los elementos que dieron origen a Radio Rochela. 

### Inicios en la televisión
El lunes 14 de septiembre de 1959, Cayito comenzó en RCTV en el Show de las 12, con Víctor Saume. Allí se mantuvo durante tres años haciendo imitaciones de cantantes de moda; luego hizo caricaturas de los políticos. Fue en 1960 cuando los cómicos rocheleros tuvieron un espacio producido por Tito Martínez del Box. De ahí partió Radio Rochela Radio  y otros programas que se transmitían al interior del país en cadenas de 27 emisoras. Apareció en programas como El Programa Sin Nombre en CVTV al lado de grandes humoristas como el Che Gaetano y Carlos ''Rafucho'' Rodríguez.

### Radio Rochela
Aponte perteneció al elenco del llamado "primer programa humorístico de la televisión venezolana", donde se destacaba por sus dones de imitación de personajes como Arturo Uslar Pietri, Cantinflas, Renny Ottolina y, muy en especial, el expresidente Carlos Andrés Pérez. Se hizo tan famosa que hasta el propio exmandatario lo alabó.
"Una de mis normas fue que le hiciera agrado a propios y extraños, que se sintieran homenajeados con lo que uno estaba haciendo. El mismo Carlos Andrés lo decía: ‘voy a decir aquí como dice Cayito que digo yo’. Nos hicimos grandes amigos, tan es así que tengo una gran amistad con su hija Martica, a quien quiero muchísimo y hasta me pide la bendición".
Entre 1989 y 1991 estuvo separado temporalmente de la Radio Rochela cuando estuvo en el programa cómico La Noticia Bomba del canal Televen junto a los también humoristas Toco Gómez, Ariel Fedullo y Umberto Buonocuore. 
En RCTV condujo los programas "Cuentame ese chiste" y en 1988 el sabatino Festival, el cual poco después sería conducido por el narrador deportivo Pepe Delgado Rivero, amén de que saldría del aire al no poder captar la sintonía que tenía Sábado Sensacional de Venevisión, quien liderizaba las transmisiones de televisión los sábados por la tarde.

### Cantante lírico
Se destacó como cantante lírico en el Teatro Nacional en 1961, con un repertorio que llegó a contar con más de 20 títulos de las zarzuelas más conocidas. También incursionó en la ópera debido a que cantaba Se va la audición, el tema que cerraba Radio Rochela en sus principios. Entre las obras interpretadas que le dieron resonancia se cuentan: Don Pasquale, El elixir de amor, Tosca, Rigoletto, La bohème, Rita, Don Giovanni, El barbero de Sevilla, Cavalleria rusticana, Il Campanello, La Serva Padrona, entre otras. Por otra parte, ha cantado los siguientes oratorios: Réquiem de Mozart, Réquiem de Verdi y Stabat Mater de Rossini.
Aponte trabajó en montajes venezolanos de icónicos musicales como Cabaret, Jesucristo Superestrella, El hombre de La Mancha, El violinista sobre el tejado y Vivo,  Epa, Isidoro.
Por su potente voz también formó parte de jingles de spots publicitarios, principalmente los de la marca automovilística Toyota.

### Cine
En Venezuela lo conocen principalmente por su dedicación al humor, pero fuera del país no tuvo incursiones como cómico, sino como músico. En 1981 hizo una película en Buenos Aires que se llamó Abierto, noche y día, participó en un festival humorístico en Colombia con Alfonso Lizarazo, que aún después de unos 14 años se sigue transmitiendo.
También tuvo participaciones en el cine venezolano, esta fueron:
| Año  | Título                  | Personaje            |
| ---- | ----------------------- | -------------------- |
| 2013 | Nena, saludáme al Diego | Joaquín              |
| 1998 | 100 años de perdón      | Presidente del Banco |
| 1988 | Aventurera              |                      |
| 1984 | Operación chocolate     | Desconocido          |

### Otras especialidades
Cayito Aponte no sólo fue un hombre dedicado al arte de la risa, sino también al arte culinario. Llegó a tener cinco restaurantes desde 1963. Comenzó con uno en La Victoria que se llamó "El Estadero", luego tuvo en Caracas "Los Arrieros", "La Guacharaca" y "El Cayo Claudio".
En vista de que cursó cuatro años de arquitectura, también estuvo muy ligado al sector de la construcción. De hecho, cuando estudiaba tenía una empresa constructora. También llegó a tener una compañía de protección ambiental llamada Epa, registrada con ese nombre antes de que apareciera la ferretería homónima.
Debutó en la telenovela Por todo lo alto. Allí interpretó a "Viejo 'El Carrizo", un hombre tacaño, avaro, egoísta, curioso, metiche, sinvergüenza con las mujeres y amante de la ópera.
| Año  | Serie/Telenovela                     | Personaje          | Cadena  |
| ---- | ------------------------------------ | ------------------ | ------- |
| 2016 | Piel salvaje                         | Padre Tiziano      | Televen |
| 2007 | Camaleona                            | José Ignacio Rivas | RCTV    |
| 2006 | Por todo lo alto                     | El Viejo Carrizo   | RCTV    |
| 1992 | Brigada central II: La guerra blanca | Oscar              | TVE     |

### Fallecimiento
Durante su semiretiro estuvo dedicado a la realización de shows humorísticos como "Te espero en la Embajadita", escrita por Gilberto González (@gilbertoque), comediante e imitador venezolano, quien escribió este show basado en su presentación en la residencia oficial del Embajador de los Estados Unidos, Charles Shapiro, disfrazado de la veterana periodista Marta Colomina y con un muñeco del entonces presidente Chávez. Para muchos este fue el primer incidente diplomático entre los Estados Unidos y Venezuela y sirvió como detonante del progresivo deterioro de las relaciones entre los dos países. En esa parodia de 2003, Cayito interpretaba al expresidente Carlos Andrés Pérez y luego a Fidel Castro; Gilberto desarrollaba su monólogo humorístico dando su "aliñada" versión del asunto en la casa del Embajador y luego aparecía disfrazado de Marta Colomina, junto a Cayito imitando a CAP, quien le ofrecía que fuera su primera dama porque él iba a volver a la presidencia de la República... Incluso ya tenía su eslogan de campaña: "Carlos Andrés pa'l 2003". Ambos estaban acompañados por el polifacético Alejandro Corona quien interpretaba magistralmente al Embajador Shapiro. Luego, Cayito participó en un show tipo vodevil, también creado y producido por @gilbertoque, llamado "La República de la Risa", con Roland Carreño como anfitrión. Cayito también recorrió gran parte de la geografía venezolana presentándose junto a Gilberto González en distintos shows privados para empresas y particulares. Igualmente, al final de su carrera hizo monólogos como "Los taxistas también tienen su corazoncito". En julio de 2017 se le diagnosticó cáncer de próstata,
Falleció el 17 de agosto de 2018 a causa del cáncer de vejiga.